# The Hostage
«The Hostage» (en español: «El rehén») es el primer sencillo del álbum Lady of the Night de la cantante Donna Summer. Fue lanzado bajo el sello Groovy en algunos países de Europa. Escrita por Pete Bellotte y Giorgio Moroder, la canción fue un hit y alcanzó el #1 en Bélgica y el #2 en los Países Bajos y en Alemania.
El lado B del sencillo corresponde a la canción "Let's Work Together Now", escrita por Bellotte y perteneciente al mismo álbum. Al año siguiente la cantante lanzó su primer sencillo en su natal Estados Unidos, "Love to Love You Baby".

## Sencillos
- NL 7" sencillo (1974) Groovy GR 1207[2]

1. "The Hostage" - 4:14
2. "Let's Work Together Now" - 4:07

- FRA 7" sencillo (1974) Delta France 811 011[3]

1. "The Hostage" - 4:12
2. "Let's Work Together Now" - 4:15

## Posicionamiento
| Lista/País (1974) | Posición más alta |
| ----------------- | ----------------- |
| Alemania          | 2                 |
| Bélgica           | 1                 |
| Dutch Top 40      | 2                 |